# Coenosia nitidiventris
Coenosia nitidiventris este o specie de muște din genul Coenosia, familia Muscidae, descrisă de Stein în anul 1906.
Este endemică în Madagascar. Conform Catalogue of Life specia Coenosia nitidiventris nu are subspecii cunoscute.